# Droga wojewódzka nr 282
Droga wojewódzka nr 282 (DW282) – droga wojewódzka w zachodniej Polsce, w województwie lubuskim. Łączy drogę krajową nr 27 i Zieloną Górę z miejscowością Bojadła, położoną na wschód od Odry.

## Miejscowości przy trasie
- Wilkanowo (DK27)
- Zielona Góra (S3, DW279, DW280, DW283)
- Droszków
- Łaz
- Zabór
- Milsko
- Przewóz
- Bojadła (DW278)

## Inwestycje
1 września 2017 podpisano kontrakt na zaprojektowanie i budowę mostu o długości 380 m przez Odrę w Milsku, który miał zastąpić funkcjonującą w tym miejscu przeprawę promową. Inwestorem był Zarząd Dróg Wojewódzkich w Zielonej Górze, a wykonawcą została Mota-Engil Central Europe, która w przetargu zaproponowała 73 miliony złotych. Początek prac budowlanych zaplanowano na początek 2019 roku. Wraz z mostem miał być wybudowany nowy przebieg drogi o długości 9,2 km klasy drogi głównej, stanowiący obwodnicę miejscowości: Łaz, Zabór, Milsko i Przewóz. Celem inwestycji było usprawnienie ruchu między zachodnią granicą kraju i Zieloną Górą a wschodnią częścią województwa lubuskiego. Oficjalne otwarcie mostu odbyło się w piątek 28 października 2022.